# Método de Ferrari
El método de Ferrari es un método algebraico que se utiliza para resolver de manera analítica cualquier ecuación de cuarto grado, descubierto por el matemático italiano Ludovico Ferrari, con el apoyo de su mentor Gerolamo Cardano. Este método es el primero de varios que tratan acerca de la resolución de ecuaciones de cuarto grado, como los métodos de Descartes, Euler y Lagrange.

## Historia breve
Se le acredita a Ludovico Ferrari la solución de la ecuación de cuarto grado en el año 1540, pero desde la solución de esta, como toda solución algebraica de la ecuación cuártica, requiere encontrar la solución de una ecuación cúbica resolvente, por lo que esto no podía ser publicado inmediatamente. La solución de la ecuación cuártica fue publicada junto con la de la ecuación cúbica por Gerolamo Cardano, mentor de Ferrari, en la obra "Ars magna" en 1545.

## Estrategia general del método

### Forma reducida[1][2][3]
Sea la ecuación de cuarto grado
{\displaystyle ax^{4}+bx^{3}+cx^{2}+dx+e=0},
Su forma reducida es:
{\displaystyle z^{4}+pz^{2}+qz+r=0},
donde 
{\displaystyle p={\frac {8ac-3b^{2}}{8a^{2}}}},
{\displaystyle q={\frac {8a^{2}d-4abc+b^{3}}{8a^{3}}}},
{\displaystyle r={\frac {256a^{3}e-64a^{2}bd+16ab^{2}c-3b^{4}}{256a^{4}}}}.
| Obtención de la forma reducida |
| Dada la ecuación de cuarto grado {\displaystyle ax^{4}+bx^{3}+cx^{2}+dx+e=0}, dividimos toda la ecuación entre la componente cuártica para convertirla en la forma mónica: {\displaystyle x^{4}+{\frac {b}{a}}x^{3}+{\frac {c}{a}}x^{2}+{\frac {d}{a}}x+{\frac {e}{a}}=0} Ejecutamos una transformación de Tschirnhaus para eliminar el término de tercer grado, susituyendo {\displaystyle x=z-{\frac {b}{4a}}}: {\displaystyle \left(z-{\frac {b}{4a}}\right)^{4}+{\frac {b}{a}}\left(z-{\frac {b}{4a}}\right)^{3}+{\frac {c}{a}}\left(z-{\frac {b}{4a}}\right)^{2}+{\frac {d}{a}}\left(z-{\frac {b}{4a}}\right)+{\frac {e}{a}}=0} donde ejecutamos cada producto notable indicado en la ecuación: {\displaystyle \left(z-{\frac {b}{4a}}\right)^{4}=z^{4}-{\frac {bz^{3}}{a}}+{\frac {3b^{2}z^{2}}{8a^{2}}}-{\frac {b^{3}z}{16a^{3}}}+{\frac {b^{4}}{256a^{4}}}} {\displaystyle {\frac {b}{a}}\left(z-{\frac {b}{4a}}\right)^{3}={\frac {bz^{3}}{a}}-{\frac {3b^{2}z^{2}}{4a^{2}}}+{\frac {3b^{3}z}{16a^{3}}}-{\frac {b^{4}}{64a^{4}}}} {\displaystyle {\frac {c}{a}}\left(z-{\frac {b}{4a}}\right)^{2}={\frac {cz^{2}}{a}}-{\frac {bcz}{2a^{2}}}+{\frac {b^{2}c}{16a^{3}}}} {\displaystyle {\frac {d}{a}}\left(z-{\frac {b}{4a}}\right)={\frac {dz}{a}}-{\frac {bd}{4a^{2}}}} Hacemos la suma algebraica de términos semejantes (donde se elimina el término cúbico): {\displaystyle z^{4}+{\frac {cz^{2}}{a}}-{\frac {3b^{2}z^{2}}{8a^{2}}}+{\frac {dz}{a}}-{\frac {bcz}{2a^{2}}}+{\frac {b^{3}z}{8a^{3}}}+{\frac {e}{a}}-{\frac {bd}{4a^{2}}}+{\frac {b^{2}c}{16a^{3}}}-{\frac {3b^{4}}{256a^{4}}}=0} Indicamos factor común en los términos con {\displaystyle z}: {\displaystyle z^{4}+\left({\frac {c}{a}}-{\frac {3b^{2}}{8a^{2}}}\right)z^{2}+\left({\frac {d}{a}}-{\frac {bc}{2a^{2}}}+{\frac {b^{3}}{8a^{3}}}\right)z+{\frac {e}{a}}-{\frac {bd}{4a^{2}}}+{\frac {b^{2}c}{16a^{3}}}-{\frac {3b^{4}}{256a^{4}}}=0} Entonces, podemos reescribir la ecuación como {\displaystyle z^{4}+pz^{2}+qz+r=0} donde {\displaystyle p={\frac {c}{a}}-{\frac {3b^{2}}{8a^{2}}}={\frac {8ac-3b^{2}}{8a^{2}}}} {\displaystyle q={\frac {d}{a}}-{\frac {bc}{2a^{2}}}+{\frac {b^{3}}{8a^{3}}}={\frac {8a^{2}d-4abc+b^{3}}{8a^{3}}}} {\displaystyle r={\frac {e}{a}}-{\frac {bd}{4a^{2}}}+{\frac {b^{2}c}{16a^{3}}}-{\frac {3b^{4}}{256a^{4}}}={\frac {256a^{3}e-64a^{2}bd+16ab^{2}c-3b^{4}}{256a^{4}}}} |

Su ecuación cúbica resolvente es
{\displaystyle y^{3}+2py^{2}+(p^{2}-4r)y-q^{2}=0},
resuelta por el método de Cardano donde {\displaystyle y} es una raíz real de esta, en caso de que la ecuación resolvente tuviere dos o tres raíces reales, se toma como primera prioridad la primera raíz (sin embargo, dicha raíz debe ser positiva como restricción importante).
Al encontrar una raíz de {\displaystyle y}, las soluciones de la ecuación de cuarto grado original serán dadas de la siguiente forma:
{\displaystyle x_{1}={\frac {{\sqrt {y}}+{\sqrt {-y-2p-{\frac {2q}{\sqrt {y}}}}}}{2}}-{\frac {b}{4a}}}
{\displaystyle x_{2}={\frac {{\sqrt {y}}-{\sqrt {-y-2p-{\frac {2q}{\sqrt {y}}}}}}{2}}-{\frac {b}{4a}}}
{\displaystyle x_{3}={\frac {-{\sqrt {y}}+{\sqrt {-y-2p+{\frac {2q}{\sqrt {y}}}}}}{2}}-{\frac {b}{4a}}}
{\displaystyle x_{4}={\frac {-{\sqrt {y}}-{\sqrt {-y-2p+{\frac {2q}{\sqrt {y}}}}}}{2}}-{\frac {b}{4a}}}
| Demostración |
| Dada la ecuación de cuarto grado reducida {\displaystyle z^{4}+pz^{2}+qz+r=0} Despejamos los primeros dos términos: {\displaystyle z^{4}+pz^{2}=-qz-r} Para completar el cuadrado del miembro izquierdo, sumamos a ambos miembros de la ecuación {\displaystyle {\frac {p^{2}}{4}}}: {\displaystyle z^{4}+pz^{2}+{\frac {p^{2}}{4}}=-qz-r+{\frac {p^{2}}{4}}} Introducimos una nueva incógnita {\displaystyle y}, sumando {\displaystyle z^{2}y+{\frac {py}{2}}+{\frac {y^{2}}{4}}} a ambos lados de la ecuación: {\displaystyle z^{4}+pz^{2}+{\frac {p^{2}}{4}}+z^{2}y+{\frac {py}{2}}+{\frac {y^{2}}{4}}=-qz-r+{\frac {p^{2}}{4}}+z^{2}y+{\frac {py}{2}}+{\frac {y^{2}}{4}}} Como el valor de {\displaystyle y} puede ser elegido de manera arbitraria, lo tomaremos para completar el cuadrado del miembro izquierdo, esto implica que el discriminante de esta ecuación cuadrática será cero: {\displaystyle \left(z^{2}+{\frac {p}{2}}+{\frac {y}{2}}\right)^{2}=-qz-r+{\frac {p^{2}}{4}}+z^{2}y+{\frac {py}{2}}+{\frac {y^{2}}{4}}} Ahora viene la parte importante, en la cual si elegimos un valor de {\displaystyle y} tal que satisfaga la igualdad {\displaystyle -qz-r+{\frac {p^{2}}{4}}+z^{2}y+{\frac {py}{2}}+{\frac {y^{2}}{4}}=\left({\sqrt {y}}z-{\frac {q}{2{\sqrt {y}}}}\right)^{2}}, entonces habríamos encontrado una solución, por tanto desarrollamos el cuadrado del miembro derecho de la igualdad reciente: {\displaystyle -qz-r+{\frac {p^{2}}{4}}+z^{2}y+{\frac {py}{2}}+{\frac {y^{2}}{4}}=z^{2}y-qz+{\frac {q^{2}}{4y}}} Desarrollamos la suma de términos semejantes pasando los otros términos del miembro derecho al izquierdo con signo opuesto: {\displaystyle -r+{\frac {p^{2}}{4}}+{\frac {py}{2}}+{\frac {y^{2}}{4}}-{\frac {q^{2}}{4y}}=0} Por la presencia de la nueva incógnita en el denominador, multiplicamos la igualdad por {\displaystyle 4y}: {\displaystyle -4ry+p^{2}y+2py^{2}+y^{3}-q^{2}=0} Reordenamos e indicamos factor común en {\displaystyle -4ry} y {\displaystyle p^{2}y} (obteniendo una ecuación cúbica resolvente): {\displaystyle y^{3}+2py^{2}+(p^{2}-4r)y-q^{2}=0} Entonces, sea {\displaystyle y} una raíz real positiva de la ecuación cúbica resolvente, establecemos la siguiente igualdad: {\displaystyle \left(z^{2}+{\frac {p}{2}}+{\frac {y}{2}}\right)^{2}=\left({\sqrt {y}}z-{\frac {q}{2{\sqrt {y}}}}\right)^{2}} Como ambos miembros están elevados al cuadrado, ejecutamos factorización de una diferencia de cuadrados: {\displaystyle \left(z^{2}+{\frac {p}{2}}+{\frac {y}{2}}\right)^{2}-\left({\sqrt {y}}z-{\frac {q}{2{\sqrt {y}}}}\right)^{2}=0} {\displaystyle \left(z^{2}+{\frac {p}{2}}+{\frac {y}{2}}-{\sqrt {y}}z+{\frac {q}{2{\sqrt {y}}}}\right)\left(z^{2}+{\frac {p}{2}}+{\frac {y}{2}}+{\sqrt {y}}z-{\frac {q}{2{\sqrt {y}}}}\right)=0} Aplicamos la ley del producto nulo en ambos factores y los reordenamos en función de la incógnita {\displaystyle z} (esto nos producirá dos ecuaciones cuadráticas): {\displaystyle z^{2}-{\sqrt {y}}z+{\frac {p}{2}}+{\frac {y}{2}}+{\frac {q}{2{\sqrt {y}}}}=0} {\displaystyle z^{2}+{\sqrt {y}}z+{\frac {p}{2}}+{\frac {y}{2}}-{\frac {q}{2{\sqrt {y}}}}=0} Calculamos el discriminante de cada ecuación: {\displaystyle {\text{D}}_{1}=(-{\sqrt {y}})^{2}-4(1)\left({\frac {p}{2}}+{\frac {y}{2}}+{\frac {q}{2{\sqrt {y}}}}\right)=-y-2p-{\frac {2q}{\sqrt {y}}}} {\displaystyle {\text{D}}_{2}=({\sqrt {y}})^{2}-4(1)\left({\frac {p}{2}}+{\frac {y}{2}}-{\frac {q}{2{\sqrt {y}}}}\right)=-y-2p+{\frac {2q}{\sqrt {y}}}} Resolvemos dichas ecuaciones cuadráticas: {\displaystyle z_{1,2}={\frac {-b\pm {\sqrt {{\text{D}}_{1}}}}{2a}}={\frac {{\sqrt {y}}\pm {\sqrt {-y-2p-{\frac {2q}{\sqrt {y}}}}}}{2}}} {\displaystyle z_{3,4}={\frac {-b\pm {\sqrt {{\text{D}}_{2}}}}{2a}}={\frac {-{\sqrt {y}}\pm {\sqrt {-y-2p+{\frac {2q}{\sqrt {y}}}}}}{2}}} Por tanto, las soluciones de la ecuación cuártica reducida son: {\displaystyle z_{1}={\frac {{\sqrt {y}}+{\sqrt {-y-2p-{\frac {2q}{\sqrt {y}}}}}}{2}}} {\displaystyle z_{2}={\frac {{\sqrt {y}}-{\sqrt {-y-2p-{\frac {2q}{\sqrt {y}}}}}}{2}}} {\displaystyle z_{3}={\frac {-{\sqrt {y}}+{\sqrt {-y-2p+{\frac {2q}{\sqrt {y}}}}}}{2}}} {\displaystyle z_{4}={\frac {-{\sqrt {y}}-{\sqrt {-y-2p+{\frac {2q}{\sqrt {y}}}}}}{2}}} A la vez, las soluciones para la ecuación original son (haciendo la sustitución {\displaystyle x=z-{\frac {b}{4a}}}): {\displaystyle x_{1}={\frac {{\sqrt {y}}+{\sqrt {-y-2p-{\frac {2q}{\sqrt {y}}}}}}{2}}-{\frac {b}{4a}}} {\displaystyle x_{2}={\frac {{\sqrt {y}}-{\sqrt {-y-2p-{\frac {2q}{\sqrt {y}}}}}}{2}}-{\frac {b}{4a}}} {\displaystyle x_{3}={\frac {-{\sqrt {y}}+{\sqrt {-y-2p+{\frac {2q}{\sqrt {y}}}}}}{2}}-{\frac {b}{4a}}} {\displaystyle x_{4}={\frac {-{\sqrt {y}}-{\sqrt {-y-2p+{\frac {2q}{\sqrt {y}}}}}}{2}}-{\frac {b}{4a}}} |

### Forma mónica[4][5][6]
Sea la ecuación de cuarto grado
{\displaystyle ax^{4}+bx^{3}+cx^{2}+dx+e=0},
esta se puede reescribir en su forma mónica (al dividir entre {\displaystyle a}) como:
{\displaystyle x^{4}+Bx^{3}+Cx^{2}+Dx+E=0},
donde
{\displaystyle B={\frac {b}{a}},C={\frac {c}{a}},D={\frac {d}{a}},E={\frac {e}{a}}}.
Su ecuación cúbica resolvente es:
{\displaystyle y^{3}-Cy^{2}+(BD-4E)y+(4CE-B^{2}E-D^{2})=0},
también resuelta por el método de Cardano, en la cual, a diferencia de la resolución con la ecuación cúbica resolvente de la forma reducida, {\displaystyle y} también puede ser una raíz real negativa (es decir, que en la forma mónica se permite que dicha raíz pueda ser un valor positivo o negativo). De dicha raíz se calculan los siguientes dos valores:
{\displaystyle m={\sqrt {{\frac {B^{2}}{4}}-C+y}}}
{\displaystyle n={\sqrt {{\frac {y^{2}}{4}}-E}}}
Con los valores de {\displaystyle m} y {\displaystyle n} obtenidos, resolvemos dos ecuaciones cuadráticas:
{\displaystyle x^{2}+\left({\frac {B}{2}}+m\right)x+\left({\frac {y}{2}}-n\right)=0},
{\displaystyle x^{2}+\left({\frac {B}{2}}-m\right)x+\left({\frac {y}{2}}+n\right)=0},
cuyas soluciones constituyen las soluciones de la ecuación de cuarto grado, siendo las siguientes:
{\displaystyle x_{1}={\frac {1}{2}}\left[\left(-{\frac {B}{2}}-m\right)+{\sqrt {{\frac {B^{2}}{4}}+Bm+m^{2}-2y+4n}}\right]}
{\displaystyle x_{2}={\frac {1}{2}}\left[\left(-{\frac {B}{2}}-m\right)-{\sqrt {{\frac {B^{2}}{4}}+Bm+m^{2}-2y+4n}}\right]}
{\displaystyle x_{3}={\frac {1}{2}}\left[\left(-{\frac {B}{2}}+m\right)+{\sqrt {{\frac {B^{2}}{4}}-Bm+m^{2}-2y-4n}}\right]}
{\displaystyle x_{4}={\frac {1}{2}}\left[\left(-{\frac {B}{2}}+m\right)-{\sqrt {{\frac {B^{2}}{4}}-Bm+m^{2}-2y-4n}}\right]}
| Demostración para la forma mónica |
| Dada la ecuación de cuarto grado {\displaystyle ax^{4}+bx^{3}+cx^{2}+dx+e=0}, la condición primaria es tener coeficiente uno en el término de mayor grado, entonces dividimos toda la ecuación entre {\displaystyle a}: {\displaystyle x^{4}+{\frac {b}{a}}x^{3}+{\frac {c}{a}}x^{2}+{\frac {d}{a}}x+{\frac {e}{a}}=0} Reescribimos la ecuación como: {\displaystyle x^{4}+Bx^{3}+Cx^{2}+Dx+E=0}, donde {\displaystyle B={\frac {b}{a}},C={\frac {c}{a}},D={\frac {d}{a}},E={\frac {e}{a}}} Despejamos los primeros dos términos: {\displaystyle x^{4}+Bx^{3}=-Cx^{2}-Dx-E} Sumamos a ambos lados {\displaystyle {\frac {B^{2}}{4}}x^{2}}: {\displaystyle x^{4}+Bx^{3}+{\frac {B^{2}}{4}}x^{2}=-Cx^{2}-Dx-E+{\frac {B^{2}}{4}}x^{2}} Introducimos una nueva incógnita {\displaystyle y}, sumando a ambos lados {\displaystyle {\frac {B}{2}}xy+x^{2}y+{\frac {y^{2}}{4}}}: {\displaystyle x^{4}+Bx^{3}+{\frac {B^{2}}{4}}x^{2}+{\frac {B}{2}}xy+x^{2}y+{\frac {y^{2}}{4}}=-Cx^{2}-Dx-E+{\frac {B^{2}}{4}}x^{2}+{\frac {B}{2}}xy+x^{2}y+{\frac {y^{2}}{4}}} Factorizamos de acuerdo al caso correspondiente: {\displaystyle \left(x^{2}+{\frac {B}{2}}x+{\frac {y}{2}}\right)^{2}=\left({\frac {B^{2}}{4}}-C+y\right)x^{2}+\left({\frac {B}{2}}y-D\right)x+\left({\frac {y^{2}}{4}}-E\right)} Esta ecuación es válida para cualquier valor de {\displaystyle y}, así que eligiremos un valor de {\displaystyle y} para hacer que la expresión {\displaystyle \left({\frac {B^{2}}{4}}-C+y\right)x^{2}+\left({\frac {B}{2}}y-D\right)x+\left({\frac {y^{2}}{4}}-E\right)} tenga un discriminante igual a cero, por tanto esto es: {\displaystyle \left({\frac {B}{2}}y-D\right)^{2}=4\left({\frac {B^{2}}{4}}-C+y\right)\left({\frac {y^{2}}{4}}-E\right)} Desarrollamos ambos miembros de la igualdad: {\displaystyle {\frac {B^{2}}{4}}y^{2}-BDy+D^{2}={\frac {B^{2}}{4}}y^{2}-Cy^{2}-B^{2}E+y^{3}+4CE-4Ey} Hacemos la suma de términos semejantes pasando los términos del miembro izquierdo al derecho: {\displaystyle -Cy^{2}-B^{2}E+y^{3}+4CE-4Ey+BDy-D^{2}=0} Reordenamos e indicamos factor común en {\displaystyle -4Ey} y {\displaystyle BDy}: {\displaystyle y^{3}-Cy^{2}+(BD-4E)y+(4CE-B^{2}E-D^{2})=0}, siendo {\displaystyle y} una raíz de esta. Entonces, sea {\displaystyle a_{1}x^{2}+a_{2}x+a_{3}} un polinomio cuadrático, éste puede ser reescrito como {\displaystyle a_{1}\left(\left(x+{\frac {a_{2}}{2a_{1}}}\right)^{2}-{\frac {{a_{2}}^{2}-4a_{1}a_{3}}{4{a_{1}}^{2}}}\right)} Asumiendo que su discriminante es igual a cero, esto se reduce a: {\displaystyle a_{1}\left(x+{\frac {a_{2}}{2a_{1}}}\right)^{2}}, que a la vez se convierte en: {\displaystyle a_{1}\left(x\pm {\sqrt {\frac {a_{3}}{a_{1}}}}\right)^{2}}, dado que como {\displaystyle {a_{2}}^{2}=4a_{1}a_{3}}, entonces {\displaystyle {\frac {{a_{2}}^{2}}{4{a_{1}}^{2}}}={\frac {a_{3}}{a_{1}}}}. Por tanto, al hacer esta acción en la expresión en términos de {\displaystyle x}, obtenemos el siguiente resultado (asumiendo que dicha expresión tiene un discriminante igual a cero, eligiendo un valor de {\displaystyle y} para hacer que esto suceda): {\displaystyle \left({\frac {B^{2}}{4}}-C+y\right)\left(x\pm {\frac {\sqrt {{\frac {y^{2}}{4}}-E}}{\sqrt {{\frac {B^{2}}{4}}-C+y}}}\right)^{2}} Volviendo a la ecuación {\displaystyle \left(x^{2}+{\frac {B}{2}}x+{\frac {y}{2}}\right)^{2}=\left({\frac {B^{2}}{4}}-C+y\right)x^{2}+\left({\frac {B}{2}}y-D\right)x+\left({\frac {y^{2}}{4}}-E\right)}, esta se puede reescribir como: {\displaystyle \left(x^{2}+{\frac {B}{2}}x+{\frac {y}{2}}\right)^{2}=\left({\frac {B^{2}}{4}}-C+y\right)\left(x\pm {\frac {\sqrt {{\frac {y^{2}}{4}}-E}}{\sqrt {{\frac {B^{2}}{4}}-C+y}}}\right)^{2}} Al extraer raíz cuadrada a ambos lados, obtenemos lo siguiente: {\displaystyle x^{2}+{\frac {B}{2}}x+{\frac {y}{2}}=\mp \left({\sqrt {{\frac {B^{2}}{4}}-C+y}}\right)x\pm {\sqrt {{\frac {y^{2}}{4}}-E}}}, lo cual se reparte en dos ecuaciones cuadráticas: {\displaystyle x^{2}+{\frac {B}{2}}x+{\frac {y}{2}}=-\left({\sqrt {{\frac {B^{2}}{4}}-C+y}}\right)x+{\sqrt {{\frac {y^{2}}{4}}-E}}} {\displaystyle x^{2}+{\frac {B}{2}}x+{\frac {y}{2}}=\left({\sqrt {{\frac {B^{2}}{4}}-C+y}}\right)x-{\sqrt {{\frac {y^{2}}{4}}-E}}} Sustituimos en la ecuación cuadrática (para simplificar un poco las expresiones): {\displaystyle m={\sqrt {{\frac {B^{2}}{4}}-C+y}}} {\displaystyle n={\sqrt {{\frac {y^{2}}{4}}-E}}} En efecto, esto da lo siguiente: {\displaystyle x^{2}+{\frac {B}{2}}x+{\frac {y}{2}}=-mx+n} {\displaystyle x^{2}+{\frac {B}{2}}x+{\frac {y}{2}}=mx-n} Ajustamos las dos ecuaciones a su forma canónica: {\displaystyle x^{2}+\left({\frac {B}{2}}+m\right)x+\left({\frac {y}{2}}-n\right)=0} {\displaystyle x^{2}+\left({\frac {B}{2}}-m\right)x+\left({\frac {y}{2}}+n\right)=0} Al resolverlas por la fórmula cuadrática, obtenemos las soluciones de la ecuación original, dadas de la siguiente forma: {\displaystyle x_{1}={\frac {1}{2}}\left[\left(-{\frac {B}{2}}-m\right)+{\sqrt {{\frac {B^{2}}{4}}+Bm+m^{2}-2y+4n}}\right]} {\displaystyle x_{2}={\frac {1}{2}}\left[\left(-{\frac {B}{2}}-m\right)-{\sqrt {{\frac {B^{2}}{4}}+Bm+m^{2}-2y+4n}}\right]} {\displaystyle x_{3}={\frac {1}{2}}\left[\left(-{\frac {B}{2}}+m\right)+{\sqrt {{\frac {B^{2}}{4}}-Bm+m^{2}-2y-4n}}\right]} {\displaystyle x_{4}={\frac {1}{2}}\left[\left(-{\frac {B}{2}}+m\right)-{\sqrt {{\frac {B^{2}}{4}}-Bm+m^{2}-2y-4n}}\right]} |